# Johan Daniel Dille
Johan Daniel Dille, född 22 mars 1784 i Halle, Tyskland, död 27 juli 1854, var en svensk flöjtist.

## Biografi
Johan Daniel Dille föddes 22 mars 1784 i Halle, Tyskland. Han blev anställd som oboist vid Svea livgarde. Diller gifte sig 27 februari 1808 med Johanna Sofia Sjöstedt (död 1844). Han blev 1 november 1813 anställd som flöjtist vid Kungliga Hovkapellet och avslutade sin anställning där 1 juli 1818. Dille avled 27 juli 1854.